# Joseph Quick (junior)
Joseph Quick junior (1838 – Londen, 1910) was een Brits ingenieur.
Op vijftienjarige leeftijd begon hij te werken in de zaak van zijn vader, Joseph Quick sr., die zich specialiseerde in de bouw en exploitatie van waterleidingnetwerken. Hij werkte mee aan de opbouw van de Berliner Wasserwerke en daarna aan de constructies voor de Londense Junction Hill Cy en de Southwark & Vauxhall Cy. Nadat hij in 1863 medevennoot was geworden, maakte hij ontwerpen voor diverse andere installaties zowel in Londen als in Plymouth en Amsterdam, alvorens hij zich in de Antwerpse waterleiding begont te interesseren. Het voorstel dat hij samen met zijn vader indienden zou aanleiding geven tot het oprichten van de Antwerpse Waterwerken. 